# Нгуаби, Мариан
Мариан Нгуаби (фр. Marien Ngouabi; 31 декабря 1938, Форт-Руссе — 18 марта 1977, Браззавиль) — конголезский военный, политический и государственный деятель, глава государства с 1968 года, президент Народной Республики Конго в 1969—1977 годах. Основатель и лидер Конголезской партии труда. Проводил политику, основанную на идеологии марксизма-ленинизма, ориентировался на СССР. Убит в результате заговора.

## Военная карьера
Родился в малоимущей семье из Овандо (тогда — Форт-Руссе), центре департамента Кювет, входившего в то время в состав Французской Экваториальной Африки. Выходец из крестьян народности мбоши. Начальное образование получил в Овандо. В 1953—1957 годах учился в браззавильской Школе военной подготовки имени генерала Леклерка. В 1958—1960 годах в звании сержанта служил во французских колониальных войсках, дислоцированных в Убанги-Шари и Камеруне.
С 1960, после провозглашения независимости Конго, по 1962 продолжал военное образование во Франции. Возвратился на родину в звании лейтенанта, служил в Пуэнт-Нуаре. В августе 1963 года, после свержения правого прозападного правительства Фюльбера Юлу, принял командование гарнизоном.
В 1965 году был переведён на службу в Браззавиль, где принял под командование первый в конголезской армии парашютно-десантный батальон. На следующий год в звании капитан назначен начальником отдела генштаба.

## Путь к власти
Придерживался левых политических взглядов. Он принадлежал к группе офицеров марксистской ориентации. В 1966 году был кооптирован в ЦК правящей партии Национальное движение революции. Курировал в партии систему гражданской обороны — проправительственных военизированных формирований.
После свержения Ф. Юлу главой правительства, а затем президентом Конго стал Альфонс Массамба-Деба — политик социалистических взглядов, ориентировавшийся на Кубу и маоистскую КНР. Идеологически Массамба-Деба и Нгуаби были близки, но между ними развернулась борьба за власть. Президент понизил Нгуаби в звании и удалил из столицы, снова направив командовать гарнизоном Пуэнт-Нуара.
В ответ на это в июне-июле 1966 года в Браззавиле была предпринята попытка государственного переворота. Десантный батальон, которым ранее командовал Нгуаби, взял под контроль несколько объектов столицы. Однако размещённый в Конго кубинский контингент подавил мятеж.
29 июля 1968 года М. Нгуаби был арестован по приказу президента Массамба-Деба. Это вновь вызвало бунт армейских сторонников Нгуаби, к которым присоединились выходцы из северных и центральных районов (недовольные засильем земляков президента из южного племени баконго) и приверженцы бывшего президента Ф. Юлу (несмотря на левые позиции Нгуаби, они поддержали его, чтобы отомстить Массамба-Деба за переворот 1963 года). Страна оказалась на грани гражданской войны. 31 июля Нгуаби пришлось освободить.
В результате переговоров президента с военной оппозицией удалось достичь компромисса на условиях Нгуаби. Массамба-Деба подал в отставку, действие конституции было отменено. 5 августа 1968 года был образован Национальный совет революции (НСР), принявший на себя всю полноту власти. Председателем совета (то есть главой государства) стал 29-летний Мариан Нгуаби (Массамба-Деба вошёл в состав совета одним из 12 его членов).
С 1 января 1969 года председатель НСР был объявлен президентом страны.

## Правление

### Однопартийный режим
Главное отличие правления Нгуаби от Массамба-Деба заключалось в переориентации с китайской модели коммунизма на советскую с соответствующей корректировкой внешней политики. Правительство М. Нгуаби выражало полную поддержку международной политики КПСС, прибегало к резкой антизападной (особенно антифранцузской) риторике, конфликтовало с африканскими прозападными режимами, прежде всего с заирским. В стране был создан плацдарм для ангольского прокоммунистического движения МПЛА. После прихода МПЛА к власти и провозглашения Народной Республики Ангола президент Нгуаби стал близким союзником президента Нето. Укрепились также связи с Кубой Фиделя Кастро.
В целом курс М. Нгуаби развивал прежние тенденции, доводя их до логического завершения. Был осуществлён ряд мер по укреплению и консолидации режима. Потенциальные лидеры оппозиции (Альфонс Массамба-Деба, Бернар Колелас и другие) предстали перед судом революционного трибунала, получили тюремные сроки либо были уволены с армейской службы. Однако уже в 1969—1970 годах власти подавили несколько попыток контрпереворота. Крупнейшую из них предпринял лейтенант Пьер Кинганга, сторонник Ф. Юлу.
В конце декабря 1969 года состоялся съезд Конголезской партии труда (КПТ), позиционированной как марксистско-ленинская. С КПТ были аффилированы три массовые организации — Союз конголезской социалистической молодёжи, Конголезская конфедерация профсоюзов, Революционный союз конголезских женщин, а также Национальный союз конголезских писателей и художников. Над обществом устанавливался жёсткий идеологический контроль. Новая конституция утвердила однопартийную систему советского типа и переименовала страну в Народную Республику Конго (НРК). М. Нгуаби занял посты председателя ЦК КПТ, председателя Государственного совета (правительство), президента НРК (с января 1970) и главнокомандующего вооружёнными силами.
Экономическая политика первое время была более умеренной. Продолжалось сотрудничество с западными компаниями в сфере нефтедобычи. Однако уже с 1970 года ускорилась национализация промышленных, транспортных и сельскохозяйственных структур. На предприятиях создавались «революционные комитеты», контролировавшие выполнение партийных директив.

### Оппозиция «22 февраля»
Бюрократический централизм, репрессии и «комчванство» партийно-государственного аппарата, трайбалистская ориентация Нгуаби на мбоши и выходцев из Кювета породили оппозицию в самой КПТ, особенно в её молодёжной организации. Осенью 1971 года начались забастовки студентов и школьников Браззавиля и Пуэнт-Нуара, жёстко подавленные властями. Положение в стране резко дестабилизировалась. На специальном созванном пленуме ЦК КПТ против лидера страны выступили группа влиятельных деятелей — экс-премьеры Амбруаз Нумазалай и Альфред Рауль, экс-министр Бернар Комбо-Матсиона, вице-президент, член политбюро КПТ и глава Политуправления армии Анж Диавара и ряд других. Однако Нгуаби удержал контроль над ситуацией, опираясь на поддержку начальника генштаба армии Жоакима Йомби-Опанго и его заместителя Дени Сассу-Нгессо.
22 февраля 1972 года Диавара предпринял попытку переворота, однако Нгуаби удалось её подавить. Лидеры мятежа во главе с Диаварой были приговорены к смертной казни с заменой на пожизненное заключение, однако сумели бежать. В подполье было создано оппозиционное Движение 22 февраля (M 22). В его манифесте, составленном Диаварой, правление Нгуаби подвергалось критике с ультралевых позиций — за авторитаризм, «буржуазное перерождение» и «сговор с французским империализмом». Правящий режим Диавара характеризовал как OBUMITRI (Oligarchie-Bureaucratico-Militaro-Tribaliste — «Олигархия-Бюрократия-Милитаризм-Трайбализм»). Движение «M 22» по своему характеру напоминает ангольских «фракционеров» Нито Алвиша, выступавших против союзника Нгуаби президента Нето.
Против партизан «M 22» были направлены регулярные войска под командованием Йомби-Опанго. Решающая военная операция развернулась в феврале-апреле 1973 года. Повстанческие формирования были разгромлены, лидеры во главе с Диаварой захвачены и казнены 24 апреля, их трупы выставлены в Браззавиле на публичное обозрение. Расправа потрясла многих конголезцев, но создала Нгуаби имидж «непобедимого», укрепив его авторитет, особенно среди молодёжи.

## Заговор и убийство

### Трудности и рост недовольства
К 1975 году в НРК сильно осложнилось социально-экономическое положение. Государственный монополизм привёл к хозяйственному застою и финансовому кризису. Росло недовольство репрессивностью и трайбализмом режима, некомпетентностью и коррумпированностью его функционеров.
Президент Нгуаби рассчитывал на скорые доходы от продажи нефти и вводил амбициозный трёхлетний план развития инфраструктуры. На пленуме ЦК КПТ в декабре 1975 года президент объявил курс на «радикализацию революции». Он потребовал от партийного руководства «сплочённости и динамизма». Несколько видных деятелей, включая Жоакима Йомби-Опанго, были выведены из состава ЦК. На месте расформированного политбюро учреждён «Специальный революционный государственный штаб», укомплектованный функционерами, которых президент считал лично преданными. Новой структуре делегировались полномочия ЦК и подчинялось правительство. При этом в окружении Нгуаби усилились позиции Дени Сассу-Нгессо, назначенного министром обороны и безопасности.
В аппарате и активе КПТ и особенно аффилированных организаций распространялось брожение. Велась агитация за всеобщую забастовку с требованием вернуть полномочия ЦК. Политические конфликты происходили на фоне экономических неурядиц и очевидной неудачи амбициозных проектов.

### Мартовский кризис. Убийство
В начале марта 1977 года экс-президент Альфонс Массамба-Деба направил Мариану Нгуаби письмо, в котором призвал его уйти в отставку. Вскоре после этого Нгуаби позвонил президент Габона Омар Бонго и посоветовал проявлять осторожность.
11 марта Йомби-Опанго провёл у себя совещание группы функционеров (с участием Сассу-Нгессо, но без Массамба-Деба). Присутствующие констатировали неадекватность президента и обдумали меры по его нейтрализации. В то же время большинство из них выступали против физического устранения Нгуаби.
13 марта президент выступил на заседании в администрации Браззавиля. Нгуаби объявил, что его жизни угрожает опасность, обвинил в проблемах Конго «французский империализм» и прозрачно намекнул на предстоящее кровопролитие (Lorsque ton pays est sale et manque de paix durable, tu ne peux lui rendre sa propreté et son unité qu’en le lavant avec ton sang — Когда в стране грязь и отсутствует прочный мир, невозможно навести чистоту и восстановить единство иначе как освежением крови).
18 марта Нгуаби посетил Университет Браззавиля, после чего направился в Генштаб. Там его ожидали несколько бойцов конголезского спецназа во главе с капитаном Бартелеми Кикадиди, известным как сторонник А. Массамба-Деба. Мариан Нгуаби был убит несколькими выстрелами в голову.

## Версии и подозрения
Картина заговора, завершившегося убийством Нгуаби, в полной мере не установлена. Б. Кикадиди первоначально удалось скрыться, он был обнаружен и застрелен в Браззавиле только на следующий год. Обвинение было предъявлено Альфонсу Массамба-Деба, арестованному и расстрелянному 25 марта. Однако его причастность, не говоря о руководящей роли, не считается доказанной. В январе 1978 года перед судом предстали ещё 42 обвиняемых (среди них — будущий президент Паскаль Лиссуба), десять из них приговорены к смертной казни.
Существуют многочисленные предположения об участии в заговоре представителей ближайшего окружения Нгуаби (в частности, обращается внимание на то, что Кикадиди не мог оказаться на месте убийства без санкции Сассу-Нгессо). Дополнительные подозрения создаются тем фактом, что 22 марта был похищен и на следующий день убит кардинал Эмиль Бияенда, с которым Нгуаби встретился незадолго до своей смерти.

## Политические последствия
Сразу после гибели М. Нгуаби был учреждён Военный комитет партии, принявший на себя руководство КПТ и НРК. Возглавил эту структуру Йомби-Опанго, его заместителем стал Сассу-Нгессо. В апреле 1977 Жоаким Йомби-Опанго был объявлен президентом. В феврале 1979 года в результате очередного переворота к власти пришёл Дени Сассу-Нгессо, который с тех пор занимает президентский пост с пятилетним перерывом в 1992—1997 годах.
Мартовские события в НРК были с тревогой восприняты в СССР (особенно на фоне происходившего в соседнем Заире). Хотя практически все версии указывали на внутриконголезскую борьбу за власть, убийство Нгуаби квалифицировалось Москвой как «преступный акт империализма» с намёком на внешние силы. Впоследствии советские источники подвергали критике президента Йомби-Опанго.
В общем и целом преемники Нгуаби продолжали прежнюю политику до начала 1990-х. Мариан Нгуаби был возведён в культ, над его могилой в Браззавиле воздвигнут мавзолей.
В 1991 году, под влиянием советской перестройки, в Конго состоялась Национально-государственная конференция, принявшая программу политических реформ. КПТ вынуждена была отказаться от марксистско-ленинской идеологии и согласиться на переход к многопартийности и рыночной экономике. При этом изменились официальные оценки прежних президентов, их исторической роли. Мариан Нгуаби стал рассматриваться как уважаемый деятель в ряду других глав конголезского государства. Были политически реабилитированы Фюльбер Юлу, Альфонс Массамба-Деба, Жоаким Йомби-Опанго (а также участники Движения 22 февраля и бездоказательно обвинённые в заговоре против Нгуаби). Останки Нгуаби перезахоронены на малой родине в Овандо. В ходе конференции некоторые делегаты возлагали ответственность за убийство Мариана Нгуаби на Жоакима Йомби-Опанго и Дени Сассу-Нгессо.

## Семья
Мариан Нгуаби был женат на Селин Нгуаби. Его сын Роланд Нгуаби — офицер конголезской армии. Другой сын, Мариан Нгуаби-младший, погиб при невыясненных обстоятельствах.

## Память
С 1978 года его имя носит Университет в Браззавиле.